# Trailers【Gold】
『Trailers【Gold】』（トレイラーズ ゴールド）は、LM.Cのデビューシングルである。2006年10月4日発売。

## 概要
- Trailers【Silver】と同時に発売された。
- 初回限定盤、通常盤の2タイプがある。

## 収録曲
全曲 作詞/作曲/編曲：LM.C
1. ☆Rock the LM.C☆
  - 『RED GARDEN』エンディングテーマ
2. Ultra Bit.(Interlude)
3. @FUNNY PHANTOM@